# Rio Dragova
O Rio Dragova é um rio da Romênia, afluente do Bistriţa, localizado no distrito de Neamţ,

Bacău. Seu comprimento é de 24 km e o tamanho de sua bacia é de 124 km².